# طب یونانی
طب یونانی، مکتبی از طب سنتی و روش برای سبک زندگی می‌باشد. این طب در یونان باستان توسط بقراط ابداع شد و توسط بزرگانی چون رازی، ابن سینا توسعه یافت و بعدها به هندوستان راه یافت و از آنجا به انگلستان راه یافت.
مبنای این طب بر چهار طبیعت آتش، آب، باد و خاکست که به ترتیب در صفرا، بلغم، دم و سودای ناشی از تابستان، زمستان، بهار و خزان هستند. گرچه این طب از یونان نشات و توسط مسلمانان توسعه گرفت، اما عناصری از طب هندی و چینی در نسخه هندی آن نیز به چشم می‌خورند.